# 橘右門
橘 右門（たちばな うもん、筆名、 1955年（昭和30年）12月 - ）は、日本の書家。橘流寄席文字を扱う。東京都板橋区出身・在住。東都納札睦会員。

## 経歴
幼稚園から高校まで板橋区内で育つ。板橋区立志村第一中学校、城北高等学校を経て、明治大学工学部を卒業。大学では落語研究会に所属した。大学卒業後も寄席文字の研鑽を積み、1980年に橘右近に入門し、1993年「橘右門」の名前を許される。
2007年（平成19年）から2008年（平成20年）にかけ、文化庁文化交流使としてイギリス、ドイツ、ハンガリーに派遣され、海外で寄席文字の紹介を行う。
2008年に板橋区文化・国際交流財団「国際交流特別賞」を受賞した。
2022年ごろより、兄弟子の橘左近から新宿末廣亭の寄席文字看板の仕事を受け継いだ。
寄席の看板・めくりなどの制作のほか、立川志の輔の落語会などでの寄席文字実演、地元板橋から国内外での寄席文字ワークショップ、各種筆耕などでも活動する。